# Casshern Sins
Casshern Sins (キャシャーン SINS) là bộ anime làm lại và nâng cấp của bộ anime kinh điển Shinzō Ningen Kyashān phát sóng năm 1973. Bộ anime này được thực hiện bởi Madhouse và đã phát sóng tại Nhật Bản từ ngày 01 tháng 10 năm 2008 đến ngày 15 tháng 3 năm 2009 với 24 tập. Bộ anime lấy bối cảnh hậu tận thế sau khi Casshern giết chết Luna và vì một lý do nào đó anh bị mất trí nhớ. Thế giới trở nên hấp hối cả người máy và các sinh vật sống dần dần ngã quỵ vì bầu không khí độc hại. Casshern bắt đầu đi tìm lại ký ức của mình nhưng anh luôn bị các người máy và con người tấn công vì tin đồn ai ăn thịt anh có thể trường sinh bất tử, để bám víu vào hy vọng sống nhỏ nhoi tất cả mọi người đều tấn công Casshern cho dù họ từng là bạn của anh trong một thời gian và Casshern vì sự tồn tại của mình phải chống lại họ.
Một chuyển thể manga của bộ anime cũng đã được thực hiện và đăng trên tạp chí Comic Rush từ ngày 25 tháng 10 năm 2008.

## Tổng quan

### Nhân vật

#### Chính
Casshern (キャシャーン)
Lồng tiếng bởi: Furuya Tōru
Lyuze (リューズ)
Lồng tiếng bởi: Miyahara Nami
Ringo (リンゴ)
Lồng tiếng bởi: Minaguchi Yūko
Ohji (オージ)
Lồng tiếng bởi: Chō
Luna (ルナ)
Lồng tiếng bởi: Yajima Akiko
Braiking Boss (ブライキング・ボス)
Lồng tiếng bởi: Utsumi Kenji
Friender (フレンダー)
Dio (ディオ)
Lồng tiếng bởi: Morikawa Toshiyuki
Leda (レダ)
Lồng tiếng bởi: Koyama Mami

#### Con người và robot
Wrench (レンチ)
Lồng tiếng bởi: Minaguchi Yūko
Sensei (先生)
Lồng tiếng bởi: Naka Hiroshi
Akoes (アコーズ)
Lồng tiếng bởi: Nakano Yūto
Sophita (ソフィータ)
Lồng tiếng bởi: Akiya Tomoko
Barashin (バラシン)
Lồng tiếng bởi: Genda Tesshō
Janice (ジャニス)
Lồng tiếng bởi: Shino Yūka, Miyahara Nami (khi hát)
Nico (ニコ)
Lồng tiếng bởi: Kawata Taeko
Bolton (ボルトン)
Lồng tiếng bởi: Chō
Margo (マルゴー)
Lồng tiếng bởi: Ishida Akira
Dune (ドゥーン)
Lồng tiếng bởi: Nakano Yūto
Vulcan (バルカン)
Lồng tiếng bởi: Yanada Kiyoyuki
Mars (マルス)
Lồng tiếng bởi: Shiga Katsuya
Helene (ヘレネ)
Lồng tiếng bởi: Shino Yūka
Castol (カストル)
Lồng tiếng bởi: Sakai Keikō
Haka mori no otoko (墓守りの男)
Lồng tiếng bởi: Chiba Shigeru
Jin (ジン)
Lồng tiếng bởi: Seki Tomokazu

## Truyền thông

### Anime
Casshern Sins được giới thiệu lần đầu tiên trong Hội chợ Anime quốc tế Tokyo năm 2008, nơi mà Madhouse đã tuyên bố thực hiện bộ anime này. Bộ anime đã phát sóng trên các kênh Chiba TV, TV Aichi, MBS, TV Kanagawa và TV Saitama tại Nhật Bản với 24 tập. Kênh Arts Central tại Singapore cũng như TV5 và Hero tại Philippines đã phát sóng bộ anime này.
Funimation Entertainment đã đăng ký bản quyền phiên bản tiếng Anh của bộ anime để phát hành tại thị trường Bắc Mỹ, Manga Entertainment phát hành tại Anh và Siren Visual phát hành tại Úc. Kênh Funimation Channel cũng đã chiếu bộ anime này từ ngày 14 tháng 12 năm 2010.

### Manga
Chuyển thể manga dành cho shōnen của bộ anime do Takei Masaki thực hiện cũng đã được đăng trên tạp chí truyện tranh Comic Rush từ ngày 25 tháng 10 năm 2008 đến ngày 26 tháng 7 năm 2009. Các chương sau đó đã được tập hợp lại và phát hành thành 1 tankōbon.

### Âm nhạc
Bộ anime có 5 bài hát chủ đề, 1 mở đầu và 4 kết thúc. Bài hát mở đầu có tựa Aoi Hana (青い花) do Color Bottle trình bày, đĩa đơn chứa bài hát đã phát hành vào ngày 29 tháng 10 năm 2008. Bài hát kết thúc thứ nhất có tựa Reason do K∧N∧ trình bày, đĩa đơn chứa bài hát đã phát hành vào ngày 26 tháng 11 năm 2008. Bài hát kết thúc thứ ba là bài Hikari to Kage (光と影) do Kuno Shinji trình bày, đĩa đơn chứa bài hát đã phát hành vào ngày 28 tháng 1 năm 2009. Bài hát kết thúc thứ hai có tựa Aoi Kage (蒼い影) do Otoyakichiemon'Ju trình bày dùng trong tập 13 và bài hát kết thúc thứ tư có tựa A Path do Miyahara Nami trình bày dùng trong tập 24, hai bài hát này đã đính kèm trong album phát hành vào ngày 28 tháng 1 năm 2009. Album chứa các bản nhạc dùng trong bộ anime đã phát hành vào ngày 25 tháng 2 năm 2009.
| Aoi Hana (青い花) | Aoi Hana (青い花)                       | Aoi Hana (青い花) |
| STT               | Nhan đề                                 | Thời lượng        |
| ----------------- | --------------------------------------- | ----------------- |
| 1.                | "Aoi Hana (青い花)"                     | 3:33              |
| 2.                | "Niji (虹)"                             | 5:11              |
| 3.                | "Ame Furu Yoru no Machi (雨降る夜の街)" | 4:52              |
| Tổng thời lượng:  | Tổng thời lượng:                        | 13:36             |

| reason           | reason                                                                    | reason     |
| STT              | Nhan đề                                                                   | Thời lượng |
| ---------------- | ------------------------------------------------------------------------- | ---------- |
| 1.               | "reason"                                                                  | 4:37       |
| 2.               | "Days ~Sorezore no Kisetsu de~ (Days ～それぞれの季節で～)"               | 4:19       |
| 3.               | "reason (inst)"                                                           | 4:37       |
| 4.               | "Days ~Sorezore no Kisetsu de~ (inst) (Days ～それぞれの季節で～ (inst))" | 4:16       |
| Tổng thời lượng: | Tổng thời lượng:                                                          | 17:49      |

| Hikari to Kage (光と影) | Hikari to Kage (光と影)                                                   | Hikari to Kage (光と影) |
| STT                     | Nhan đề                                                                   | Thời lượng              |
| ----------------------- | ------------------------------------------------------------------------- | ----------------------- |
| 1.                      | "Hikari to Kage (光と影)"                                                 | 5:18                    |
| 2.                      | "BFO"                                                                     | 4:14                    |
| 3.                      | "Bohemian・Rhapsody (a cappella) (ボヘミアン・ラプソディー (a cappella))" | 5:53                    |
| Tổng thời lượng:        | Tổng thời lượng:                                                          | 15:25                   |

| CASSHERN Sins Special Complete Album (キャシャーンSins スペシャルコンプリート) | CASSHERN Sins Special Complete Album (キャシャーンSins スペシャルコンプリート) | CASSHERN Sins Special Complete Album (キャシャーンSins スペシャルコンプリート) |
| STT                                                                            | Nhan đề                                                                        | Thời lượng                                                                     |
| ------------------------------------------------------------------------------ | ------------------------------------------------------------------------------ | ------------------------------------------------------------------------------ |
| 1.                                                                             | "Aoi Hana TV Version (青い花 TV Version)"                                      | 1:31                                                                           |
| 2.                                                                             | "reason TV Version"                                                            | 1:34                                                                           |
| 3.                                                                             | "Hikari no Kage TV Version (光と影 TV Version)"                                | 1:33                                                                           |
| 4.                                                                             | "Aoi Kage Inst. Version (蒼い影 Inst. Version)"                                | 3:07                                                                           |
| 5.                                                                             | "Paradise Lost"                                                                | 3:19                                                                           |
| 6.                                                                             | "LUNA"                                                                         | 3:24                                                                           |
| 7.                                                                             | "SKY"                                                                          | 2:20                                                                           |
| 8.                                                                             | "A Path Inst. Version"                                                         | 4:26                                                                           |
| 9.                                                                             | "Aoi Kage Ballad Version (蒼い影 Ballad Version)"                              | 4:16                                                                           |
| 10.                                                                            | "Aoi Kage Original KARAOKE (蒼い影 Original KARAOKE)"                          | 4:00                                                                           |
| 11.                                                                            | "Tatakae! Casshern (たたかえ!キャシャーン)"                                    | 3:01                                                                           |
| 12.                                                                            | "Tatakae! Casshern (たたかえ!キャシャーン)"                                    | 2:34                                                                           |
| Tổng thời lượng:                                                               | Tổng thời lượng:                                                               | 35:05                                                                          |

| CASSHERN Sins Original Soundtrack (キャシャーン Sins オリジナルサウンドトラック) | CASSHERN Sins Original Soundtrack (キャシャーン Sins オリジナルサウンドトラック) | CASSHERN Sins Original Soundtrack (キャシャーン Sins オリジナルサウンドトラック) |
| STT                                                                              | Nhan đề                                                                          | Thời lượng                                                                       |
| -------------------------------------------------------------------------------- | -------------------------------------------------------------------------------- | -------------------------------------------------------------------------------- |
| 1.                                                                               | "Sins"                                                                           | 3:06                                                                             |
| 2.                                                                               | "Loss of memory"                                                                 | 3:51                                                                             |
| 3.                                                                               | "Lost World"                                                                     | 2:36                                                                             |
| 4.                                                                               | "Roamer"                                                                         | 1:28                                                                             |
| 5.                                                                               | "RINGO"                                                                          | 1:29                                                                             |
| 6.                                                                               | "Rusty body"                                                                     | 2:36                                                                             |
| 7.                                                                               | "DIO and LEDA"                                                                   | 1:56                                                                             |
| 8.                                                                               | "Conspire"                                                                       | 1:17                                                                             |
| 9.                                                                               | "Infuriate"                                                                      | 1:13                                                                             |
| 10.                                                                              | "Memory past"                                                                    | 1:09                                                                             |
| 11.                                                                              | "Human nature"                                                                   | 1:11                                                                             |
| 12.                                                                              | "Saber of Angel"                                                                 | 1:14                                                                             |
| 13.                                                                              | "Life of flowers"                                                                | 3:09                                                                             |
| 14.                                                                              | "Peaceful"                                                                       | 1:22                                                                             |
| 15.                                                                              | "A Path"                                                                         | 4:23                                                                             |
| 16.                                                                              | "Advance soul"                                                                   | 1:20                                                                             |
| 17.                                                                              | "Theme of JIN"                                                                   | 2:12                                                                             |
| 18.                                                                              | "Sin a sin"                                                                      | 1:18                                                                             |
| 19.                                                                              | "Dark Matter"                                                                    | 1:16                                                                             |
| 20.                                                                              | "BRAIKINGBOSS"                                                                   | 2:00                                                                             |
| 21.                                                                              | "Combat Troops"                                                                  | 1:09                                                                             |
| 22.                                                                              | "White vs Black"                                                                 | 1:15                                                                             |
| 23.                                                                              | "Battle mode I"                                                                  | 1:19                                                                             |
| 24.                                                                              | "Battle mode II"                                                                 | 1:41                                                                             |
| 25.                                                                              | "Blue Eyes"                                                                      | 2:57                                                                             |
| 26.                                                                              | "CASSHERN"                                                                       | 3:16                                                                             |
| Tổng thời lượng:                                                                 | Tổng thời lượng:                                                                 | 51:43                                                                            |